# Dodge Intrepid
Dodge Intrepid – samochód osobowy klasy wyższej produkowany pod amerykańską marką Dodge w latach 1992 – 2004.

## Pierwsza generacja

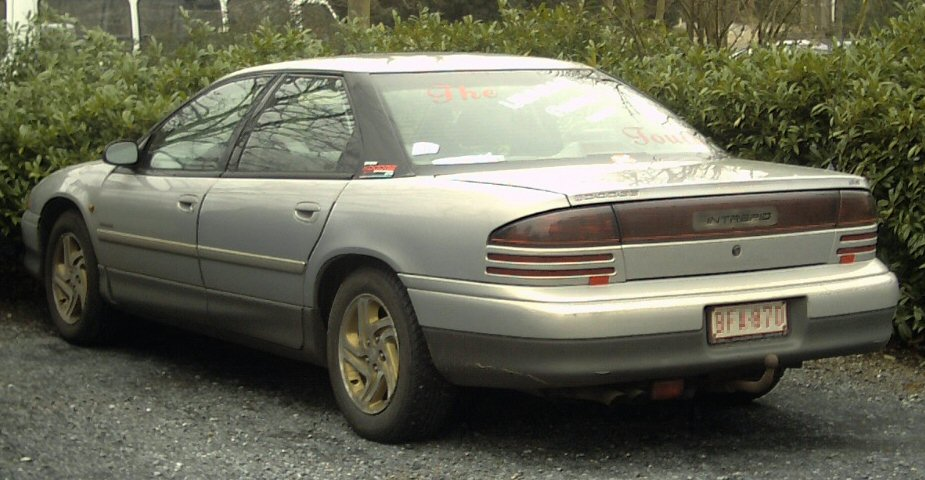
Dodge Intrepid I - tył

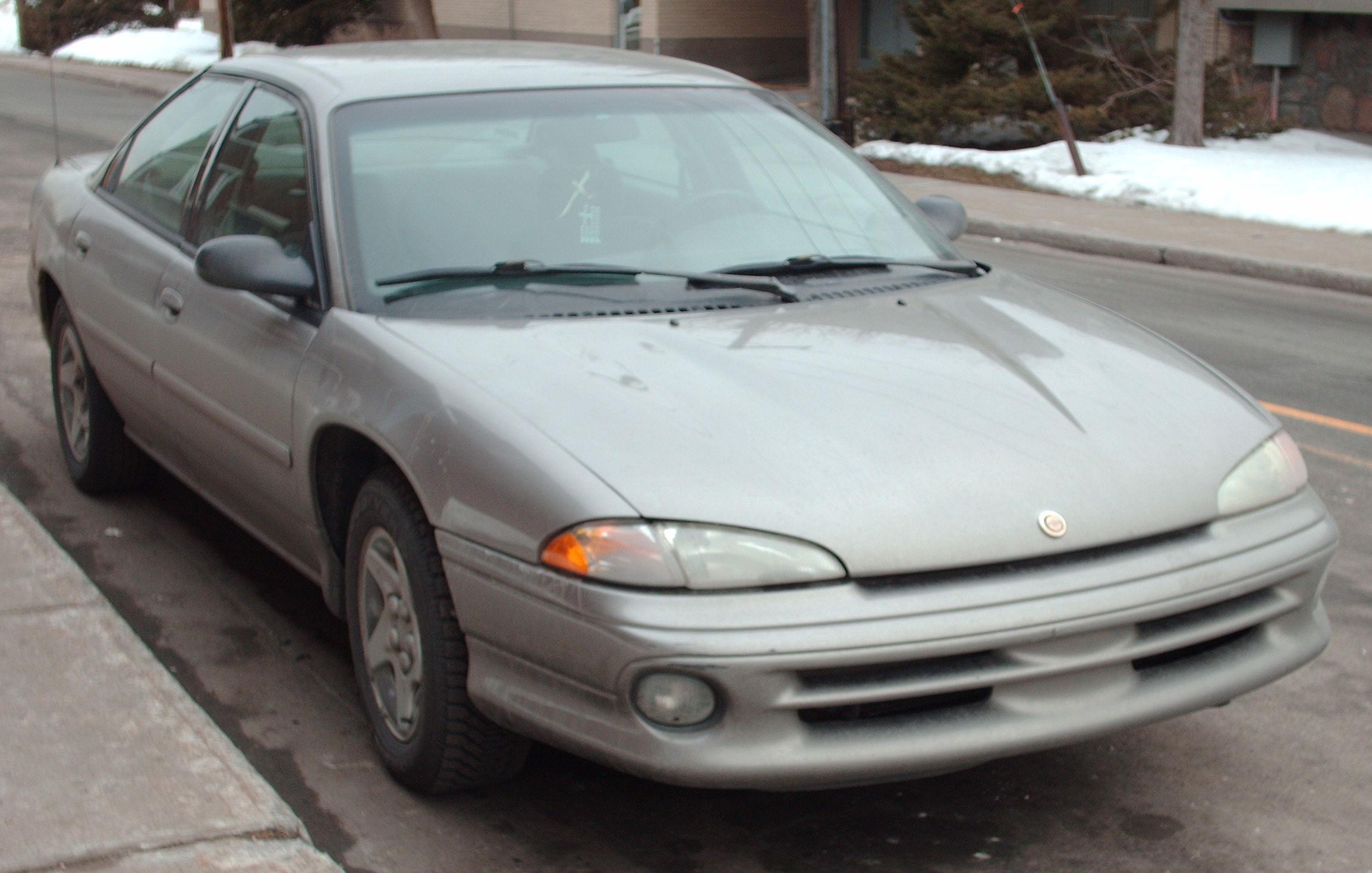
kanadyjski Chrysler Intrepid I

Dodge Intrepid I został zaprezentowany w 1992 roku.
W 1992 roku koncern Chryslera zaprezentował duże, bliźniacze sedany klasy wyższej zbudowane na platformie Chrysler LH platform. Bliźniaczym wobec Chryslera Conrode'a i Eagle Vision modelem Dodge'a został model Intrepid, który był pozycjonowany jako najbardziej sportowy wariant. Samochód wyróżniał się atrapą chłodnicy umiejscowioną w zderzaku, a także wąskimi tylnymi lampami połączonymi plastikową nakładką na klapie bagażnika. Dodge Intrepid zastąpił w ofercie modele Dynasty i Monaco. Do napędu używano silników V6. Moc przenoszona była na oś przednią poprzez 4-biegową automatyczną skrzynię biegów.

### Kanada
Na rynku kanadyjskim Dodge Intrepid był sprzedawany pod marką Chrysler, odróżniając się od wariantu Dodge'a jedynie innymi znaczkami i oznaczeniami producenta.

### Silniki
- V6 3.3l EGA
- V6 3.5l EGE

#### Dane techniczne
- V6 3,3 l (3301 cm³), 2 zawory na cylinder, OHV
- Układ zasilania: b/d
- Średnica cylindra × skok tłoka: 93,00 mm × 81,00 mm
- Stopień sprężania: 8,9:1
- Moc maksymalna: 155 KM (114 kW) przy 5300 obr./min
- Maksymalny moment obrotowy: 240 N•m przy 2800 obr./min

## Druga generacja

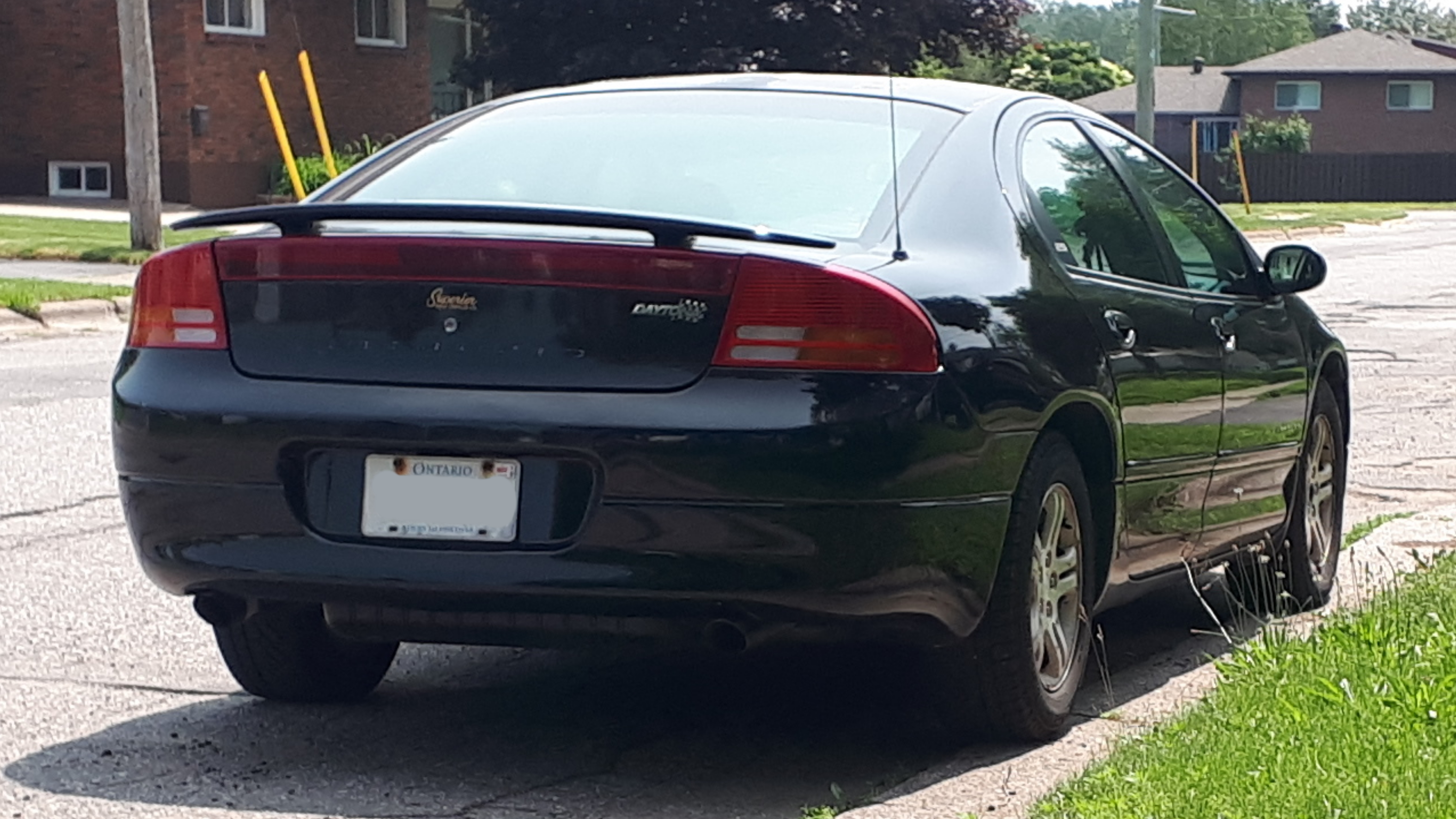
Dodge Intrepid II - tył

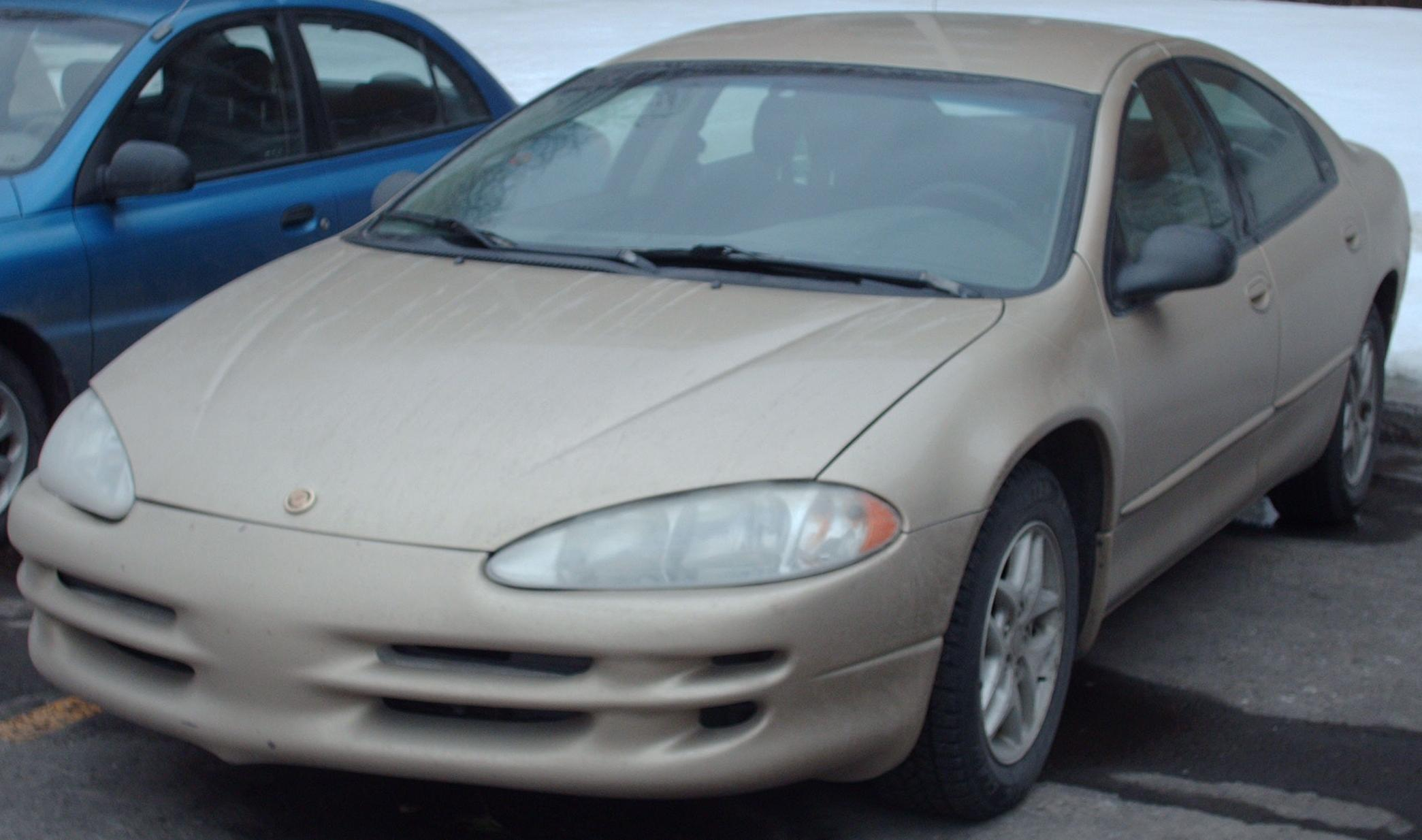
kanadyjski Chrysler Intrepid II

Dodge Intrepid II został zaprezentowany po raz pierwszy w 1997 roku.
W 1997 roku zaprezentowano drugą generację dużych sedanów koncernu Chryslera zbudowaną na zmodernizowanej platformie Chrysler LH platform. W porównaniu do poprzednika, Intrepid zyskał charakterystyczne duże reflektory, większą atrapę chłodnicy umiejscowioną w zderzaku i dłuższe, przestronniejsze nadwozie. Podobnie jak poprzednik, Intrepid II był odróżniał się od bliźniaczego Chryslera Concorde innym wyglądem zewnętrznym. Do napędu używano silników V6. Moc przenoszona była na oś przednią poprzez 4-biegową automatyczną skrzynię biegów.

### Kanada
Podobnie jak pierwsza generacja, tak i druga generacja Dodge'a Intrepida na rynku kanadyjskim była oferowana pod marką Chrysler. Różnice ograniczały się jedynie do innych znaczków i oznaczeń producenta.

### Silniki
- V6 2.7l EER
- V6 3.2l EGW
- V6 3.5l EGJ
- V6 3.5l EGG

#### Dane techniczne
- V6 3,5 l (3518 cm³), 4 zawory na cylinder, DOHC
- Układ zasilania: b/d
- Średnica cylindra × skok tłoka: 96,00 mm × 81,00 mm
- Stopień sprężania: 10,4:1
- Moc maksymalna: 217 KM (160 kW) przy 5800 obr./min
- Maksymalny moment obrotowy: 300 N•m przy 2800 obr./min